# Eitzen Group
Eitzen Group ist eine Firmengruppe mit Sitz in  Oslo, Norwegen, die sich hauptsächlich im Bereich der Schifffahrt und des Investments betätigt. Die Muttergesellschaft Eitzen Holding AS ist vollständig im Familienbesitz.

## Struktur
Die Eitzen Group umfasst mehrere Unternehmen, Tochtergesellschaften und verbundenen Unternehmen, vorwiegend aus dem Bereich  Schifffahrt, und beinhaltet auch börsennotierte Unternehmen. Die Holding im Besitz der Familie Eitzen hält an allen Sparten die Majorität.  

## Geschichte
1883 wurde das Unternehmen Camillo Eitzen von dem Kapitän Camillo Eitzen gegründet. 1894 wurde der Kapitän Henri F. Tschudi ein Partner und die Firma änderte ihren Namen in Camillo Eitzen & Co. Ein Jahr später fand der Wechsel vom Segel zum Maschinenantrieb statt und das Unternehmen kaufte 1895 ihr erstes Dampfschiff, die Uto, ein 2650 DWT-Frachtdampfer mit einer Dreifach-Expansionsdampfmaschine mit 530 PS. 1936 änderte die Firma ihren Namen in Tschudi & Eitzen. 1990 wurde das dänische Unternehmen Skou International gekauft, wodurch der Einstieg in das Massengut-Segment begann. Durch die Übernahme der Schifffahrtssparte EAC Shipping von Det Østasiatiske Kompagni durch Tschudi & Eitzen Bulkers im Jahr 1997 und den Zukauf des Unternehmens KIL Shipping im Jahr 2001 gelang der Einstieg in den Tankersektor. 
Im Jahre 2003 entschieden die beiden Eigentümer Felix H. Tschudi und Axel C. Eitzen, die Tschudi & Eitzen Gruppe in zwei getrennte Unternehmungen aufzuteilen. Der bei Axel C. Eitzen verbleibende Teil wurde wieder Camillo Eitzen & Co benannt und ging 2004 an die Osloer Börse, gleichzeitig wurde die Eitzen Holding im Besitz der Familie Eitzen gegründet. Im selben Jahr wurde Navale Française sowie  die Bergesen 's IGLU-Gas-Flotte erworben, weitere Erwerbungen von  Firmen folgten.  2006 wurden die Eitzen Chemical und die Eitzen Maritime Services gegründet. Sie notieren ebenfalls an der Osloer Börse.

## Nachweise und Quellen
1. ↑  Historie der UTO (Memento des Originals vom 28. April 2005 im Internet Archive)  Info: Der Archivlink wurde automatisch eingesetzt und noch nicht geprüft. Bitte prüfe Original- und Archivlink gemäß Anleitung und entferne dann diesen Hinweis.
2. ↑  Geschichte der Eitzen Group (englisch)